# Robert Louis Stevenson
Robert Louis Stevenson, född Robert Lewis Balfour Stevenson den 13 november 1850 i Edinburgh, Skottland, Storbritannien, död 3 december 1894 i Vailima, Upolu, Samoa, Polynesien, var en brittisk (skotsk) romanförfattare, poet och reseskildrare.
Livet igenom plågades han av vacklande hälsa och han reste därför ivrigt över flera kontinenter i ständig jakt på ett klimat som skulle kunna understödja ett tillfrisknande. Stevensons mest kända böcker är Skattkammarön och Dr. Jekyll och Mr. Hyde.

## Biografi

### Uppväxt och studier

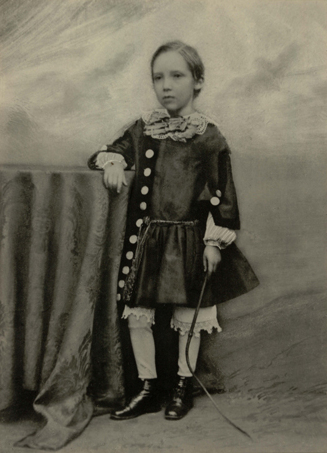
Stevenson, 7 år gammal.

Robert Lewis Balfour Stevensons föräldrar hette Thomas Stevenson och Margaret Isabella "Maggie" Balfour. Ungefär 18 år gammal, ändrade han stavningen av “Lewis” till “Louis”, och han övergav “Balfour” år 1873.
Fadern var en meteorolog och ingenjör inom fyrväsendet.
Stevensons tidigaste uppväxt präglades av insjuknande i bronkit, men inom familjen var utgångspunkten att Robert hade drabbats av tuberkulos. En undersökning i vuxen ålder visade dock att så inte var fallet. Sjukdomar i olika former kom sedan att följa Stevenson livet ut. 
Det verkade som Stevenson skulle följa i sin fars fotspår, när han som sjuttonåring 1867 inledde studier i ingenjörsvetenskap vid Edinburghs universitet. Emellertid övergick han efter sju år till att läsa juridik. Ett år senare, 1875, 25 år gammal, påbörjade han tingspraktik, men kort därefter avbröt Stevenson alla försök att etablera sig inom rättsväsendet. Istället inledde han en karriär som resenär och författare.

### Resor och skrivande
Efter att ha paddlat kanot i Belgien och Frankrike utkom Stevenson med reseskildringen An Inland voyage 1878. Året därpå följde boken Travels with a donkey in the Cevennes – en skildring av tio dagar på vandring i Sydfrankrike med den motsträviga åsnan Modestine som enda följeslagare. Under en vistelse 1876 i den franska staden Grez-sur-Loing inledde Stevenson ett förhållande med en tio år äldre amerikansk kvinna - Fanny Osbourne. Osbourne hade en make i Kalifornien men ämnade bryta upp. Hon hade två barn - dottern Belle som var i övre tonåren – samt en yngre son, Lloyd. År 1879 reste Stevenson till Kalifornien med emigrantfartyg och tåg, en resa han senare redogjorde för i boken The Amateur Emigrant, vilken utkom först 1895 - alltså postumt. Väl i Kalifornien gifte sig Stevenson med Fanny Osbourne i San Francisco 1880. 
Åren 1880–1887 tillbringade Stevenson i Europa, somrarna i Skottland och England, vintrarna bland annat på den schweiziska sanatorieorten Davos-Platz; där tillkom åtminstone delar av boken Skattkammarön (Treasure Island, 1883), som Stevenson skrev särskilt för Fanny Osbournes son Lloyd. Boken uppvisar ett mustigt persongalleri där bland annat poeten, och under flera år nära vännen, William Ernest Henley fick stå som förebild till bokens barskaste figur: Long John Silver. 
1884–1887 bodde Stevenson och familjen i Bournemouth, England och under den perioden utkom Strange case of Dr Jekyll and Mr Hyde (1886). Precis som i de flesta av Stevensons alster har boken sin handling förlagd till en skotsk miljö. Kortromanen blev genast en succé i stora delar av den engelskspråkiga världen och 300 000 exemplar såldes inom loppet av sex månader. I samband med marknadsföringen av boken reste Stevenson med familj till New York och vintern 1887/1888 bodde familjen i ett hus vid insjön Saranac. Huset är idag ett museum till minne av Stevenson.

### De sista åren, 1888–1894

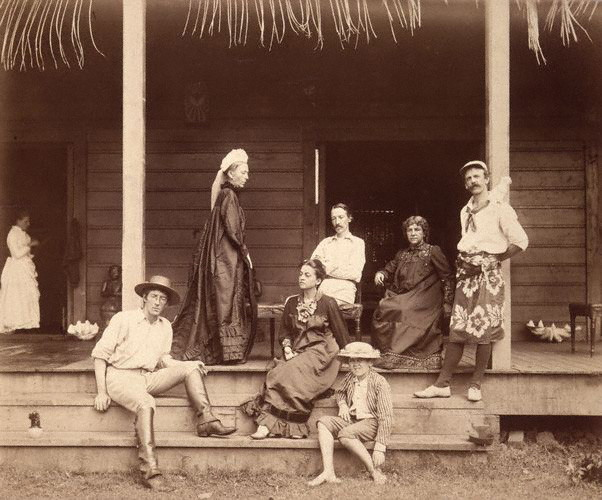
Stevenson med familj på Samoa, 1890.

I juni 1888 seglade familjen Stevenson tillsammans med hyrt manskap ut från San Francisco. Fartyget hette Casco och kursen var ställd på Oceanien där familjen slutligen bosatte sig i Vailima på Samoa. Resan gick via Marquesasöarna, Tahiti, Hawaii, leprakolonin Molokai och Gilbertöarna. Från december 1889 till december 1894 var Stevenson bofast på Samoa, med undantag för enstaka resor till Australien. 
År 1894 dog Stevenson i sitt hem vid 44 års ålder till följd av en hjärnblödning. Hans grav återfinns på Mount Vaea på Samoa.

### Mer kända verk
(Förkortade/bearbetade översättningar ej medtagna)
- 1878 - An inland voyage
  - Sjöresa på landbacken (översättning: Lorenz von Numers, Wahlström & Widstrand, 1953)
- 1879 - Travels with a donkey in the Cévennes
  - Resa med en åsna i Cevennes (översättning: Lorenz von Numers, 1954)
- 1883 - Treasure Island
  - Den underbara Skattkammarön (öfversättning af J-y R, Beijer, 1887)
  - Skattkammar-ön (anonym översättning, Beijer, 1912)
  - Skattkammarön (översättning: Tom Wilson, Björck & Börjesson, 1919)
  - Skattkammarön (översättning: Gunnar Mascoll Silfverstolpe, Bonnier, 1941)
  - Skattkammarön (översättning: Tom Bennett, Saxon & Lindström, 1944)
  - Skattkammarön (översättning: Åke Holmberg, Tiden, 1953)
  - Skattkammarön (översättning: Einar Ekstrand, B Wahlströms, 1954, Tredje tryckningen)
  - Skattkammarön (översättning: Harry Iseborg, Svensk lärartidning, 1963)
  - Skattkammarön (översättning: Jan Ristarp, Norden, 1974)
  - Skattkammarön (översättning: Harry Lundin, Niloe, 1977)
  - Skattkammarön (översättning: Christina Westman, B. Wahlström, 2008)
- 1884 - The black arrow
  - Den svarta pilen (översättning: Anna Frunck, Bille, 1905)
  - Den svarta pilen (översättning: Einar Ekstrand, B. Wahlström, 1919)
  - Den svarta pilen (övers.: Bruno Sjöros, Bonnier, 1923)
  - Den svarta pilen (översättning: Oscar Nachman, Nutiden, 1924)
  - Den svarta pilen (översättning: Louis Renner, Bonnier, 1944)
  - Den svarta pilen (översättning: Sven-Ingmar Pettersson, Niloe, 1985)
- 1886 - The strange case of Dr. Jekyll and Mr. Hyde
  - Hemligheten med d:r Jekyll (översättning: Anna Hamilton-Geete, Beijer, 1897)
  - Doktor Jekyll och Mr Hyde (översättning: M. Drangel, Åhlén & Åkerlund, 1926)
  - Dr. Jekyll och Mr. Hyde (översättning: Edgar Lund, Saxon & Lindström, 1944 [tillsammans med Skattkammarön])
  - Dr Jekyll och mr Hyde och andra berättelser (översättning: Hjalmar Dahl, Bokfrämjandet, 1967)
  - Dr. Jekyll och Mr. Hyde (översättning: Sam J. Lundwall, Trevi, 1979)
  - Dr Jekyll och mr Hyde (översättning: Charlotte Hjukström, Bakhåll, 2007)
- 1886 - Kidnapped
  - David Balfours sällsamma äventyr (övers. av T. N. [trol. Ture Nerman], Svea, 1917)
  - Bortsnappad: anteckningar om David Balfours äventyr år 1751 (återgivna på svenska av Harald Jernström, Bonnier, 1921)
  - David Balfours sällsamma äventyr (översättning: Edgar Lund, Saxon & Lindström, 1944)
  - Bortrövad (översättning: Kjell Eurén, Niloé, 1950)
  - Kidnappad (översättning: Henrik Nanne, Lindqvist, 1955)
  - Kidnappad (översättning: Nils Holmberg, Bonnier, 1955)
  - Kidnappad (översättning: Bo Halvarsson, Norden, 1972)
  - Kidnappad (översättning: Christina von Haugwitz-Ideström, Niloé, 1991)
- 1888 - The Master of Ballantrae
  - Arfvingen till Ballantrae (översättning: O. H. D., Geber, 1890)
  - Bröderna (översättning: August Brunius, Åhlén & Åkerlund, 1921)
  - Arvingen till Ballantrae (översättning: Tom Bennet, Saxon & Lindström, 1944)
  - Arvingen till Ballantrae (översättning: August Brunius, Natur och kultur, 1944)
- 1892 - The wrecker
  - Friska tag! (öfv. af Edvin Tengström, Skoglund, 1893)
  - Vrakets hemlighet (övers. av Bertel Gripenberg, Bonnier, 1925)
  - Vrakplundraren (övers.: Arnold Åkeson, Saxon & Lindström, 1944)
  - Vrakplundraren (översättning: Gösta Zetterlund, Niloé, 1989)
- 1893 - Catriona [fortsättning på Kidnapped]
  - Catriona (på svenska av Harald Jernström, Bonnier, 1922)
  - Catriona (översättning från engelskan av Edgar Lund, Saxon & Lindström, 1944)
- 1895 - The amateur emigrant
- 1896 - Weir of Hermiston
  - Vävarens sten: ett fragment (översättare: Erik Carlquist, h:ström, 2008)

### Svenska översättningar av övriga verk
(Förkortade/bearbetade översättningar ej medtagna)
- The ebb-tide (tillsammans med Lloyd Osbourne) (Resan utför: en trio och en kvartett, översättning: Hans Cavallin, Beijer, 1898)
- The bottle imp (Den onde i buteljen: saga (Svenska Familj-journalen Svea, 1891) (Trollflaskan, översättning: Tom Wilson, Nordiska förlaget, 1912) (Demonen i flaskan, översättning: Kajsa Ström, Pontes, 1984)
- The treasure of Franchard (Skatten i Franchard, översättning: Ture Nerman, Svenska andelsförlaget, 1918) (Skatten i Franchard och Paviljongen på sandheden: två kortromaner, översättning: Helmer Gillqvist, Rabén & Sjögren, 1977)
- The pavilion on the links (Paviljongen på strandheden) (Söderström, 1919) (Sörlin, 1945) (översättning: Helmer Gillqvist, Rabén & Sjögren, 1977 [tillsammans med Skatten i Franchard])
- The suicide club (Självmördarklubben) (anonym översättning, Söderström, 1919) (översättning: Alf Agdler, Lindblad, 1970)
- A child's garden of verses (Barnets lustgård, i tolkning av Karl Asplund, Bonnier, 1967)
- The wrong box (tillsammans med Lloyd Osbourne) (Tontinen, översättning: Jan Hultgren och Rolf Larsson, PAN/Norstedt, 1969)
- In the South Seas (I Söderhavet: en redogörelse för iakttagelser och erfarenheter gjorda på Marquesas-, Tuamotu- och Gilbert-öarna under två sjöresor med jakten Casco (1888) och skonaren Equator (1889), översättning: Suzanne Almqvist, Korpen, 1985)
- The Rajah's diamond (Rajans diamant, översättning: Eva Rosendahl, Pontes, 1989)
- New Arabian nights (Ny tusen och en natt, öfversatt af Emma Silfverstolpe, Fritze, 1884) (Tusen och fler nätter, översättning Arthur Isfelt, h:ström, 2009)
- John Nicholsons olycksöden: en julhistoria (översättning: Hans Cavallin, Beijer, 1897)
- Från Söderhafsöarna: Olalla: två noveller (översättning: Hans Cavallin, Beijer, 1897)
- S:t Ives eller en fransk fånges äfventyr i England (översättning: H-, Beijer, 1898)
- Sjöröfvarens testamente (anonym översättning?, Bonnier, 1898)
- Under Tropikernas sol: berättelser från Söderhafsöarna (översättning: Hans Cavallin, Beijer, 1909)
- Böner skrifna vid Vailima (Översättning: Louise Maude, Norstedt, 1916)
- Olalla (översättning: Bertel Gripenberg, Björck & Börjesson, 1917)
- Rösternas ö och andra berättelser (översättning: Bertel Gripenberg, Bonnier, 1924)
- Valda noveller (översättning: Hilmer Gillqvist, Baltiska förlaget, 1928)
- Stevensons ballader och några smärre dikter i svensk dräkt (översättning: Harald Jernström, Norstedt, 1942)
- Furst Otto (översättning: Harald Jernström, Lindqvist, 1945)
- Söderhavshistorier (översättning: Harald Jernström, Jernström, 1946)

### Webbsidor
- Robert Louis Stevenson.org